# Tiefe Sohle
Die Tiefe Sohle ist ein Naturschutzgebiet in der niedersächsischen Stadt Rinteln im Landkreis Schaumburg und im Flecken Aerzen im Landkreis Hameln-Pyrmont.
Das Naturschutzgebiet mit dem Kennzeichen NSG HA 167 ist 16 Hektar groß. Davon entfallen 14,4 Hektar auf den Landkreis Schaumburg und 1,6 Hektar auf den Landkreis Hameln-Pyrmont. Auf dem Gebiet des Landkreises Schaumburg grenzt es an das Landschaftsschutzgebiet „Lipper Bergland“. Das Gebiet steht seit dem 22. Dezember 1994 unter Naturschutz. Zuständige untere Naturschutzbehörden sind die Landkreise Schaumburg und Hameln-Pyrmont.
Das Naturschutzgebiet liegt innerhalb des Naturparks Weserbergland Schaumburg-Hameln östlich des Rintelner Ortsteils Goldbeck. Es stellt einen Grünlandbereich am Rande eines Tals des Lipper Berglandes unter Schutz, der durch ein vielfältiges Relief aus feuchten bis nassen Geländesenken und trockeneren Geländerücken charakterisiert ist. Das Grünland, das extensiv genutzt wird, bietet ideale Lebensbedingungen für Insekten wie Heuschrecken und Schmetterlinge. Innerhalb des Naturschutzgebietes befindet sich eine Orchideenwiese.
Im Osten durchfließt der Schwarzebach das Naturschutzgebiet. Dieser verfügt über einen gut ausgebildeten Gewässerrandstreifen. Im Bereich des Bachlaufs sind Waldbereiche in das Naturschutzgebiet eingezogen, an deren Rand sich zwei kleine Fischteiche befinden.